# Чемпионат Азербайджана по борьбе 2006
Чемпионат Азербайджана по борьбе 2006 года проходил в Баку с 5 по 8 марта 2006 года. Соревнования среди мужчин проходили по вольной и греко-римской борьбе во Маштагинском спортивном олимпийском комплексе. Всего разыгрывалось 16 комплектов медалей. На турнире принимало участие около 170 борцов вольного стиля и около 150 борцов греко-римского стиля.

## Медалисты

### Вольная борьба
| Категория | Золото                                                           | Серебро | Бронза |
| --------- | ---------------------------------------------------------------- | ------- | ------ |
| до 50 кг  | Агагусейн Мустафаев Республиканский олимпийский спортивный лицей |         |        |
| до 55 кг  | Джабраил Гасанов Республиканский олимпийский спортивный лицей    |         |        |
| до 60 кг  | Эльмир Гамбаров СК «Зенит»                                       |         |        |
| до 66 кг  | Ашраф Алиев СК «Интер»                                           |         |        |
| до 74 кг  | Агиль Гулиев СК «Зенит»                                          |         |        |
| до 84 кг  | Мехман Имамалиев СК «Зенит»                                      |         |        |
| до 96 кг  | Араз Мирзаев «МКТ-Араз»                                          |         |        |
| до 120 кг | Турал Мамедов СК «Зенит»                                         |         |        |

### Греко-римская борьба
| Категория | Золото                                                     | Серебро | Бронза |
| --------- | ---------------------------------------------------------- | ------- | ------ |
| до 50 кг  | Гадир Сулейманов СК «Зенит»                                |         |        |
| до 55 кг  | Гаджихан Мустафаев СО МВД                                  |         |        |
| до 60 кг  | Сакит Джалилов СОЦ «Нефтчи»                                |         |        |
| до 66 кг  | Рафик Гусейнов СО МВД                                      |         |        |
| до 74 кг  | Эльгиз Мамедов СК «Интер»                                  |         |        |
| до 84 кг  | Рустам Алиев СОЦ «Нефтчи»                                  |         |        |
| до 96 кг  | Айдын Сафаров СОЦ «Гёмрюкчю»                               |         |        |
| до 120 кг | Самед Джебраилов Республиканский спортивный центр «Тахсил» |         |        |